# Никола Дарковски
Никола Дарковски Караджович е български резбар от Българското възраждане, представител на Дебърската художествена школа.

## Биография
Роден е в дебърското мияшко село Лазарополе и е най-изявеният представител на големия резбарски род Чучковци. В 1833 година изработва иконостаса в охридската църква „Света Богородица Болничка“, смятан за едно от най-добрите постижения на Дебърската школа. Там той оставя следния надпис:
| „ | Сотворітель маїсторъ добродѣлатель Нікола Дебралиѧ Лазарополец Дарковски Караџовикъ ва лето ѿ Христа аѡлг (1833). | “ |

Според Иванка Гергова майстор Никола е възможно да е роднина на уста Велян Огненов Даркоски.